# 飯村一輝
飯村 一輝（いいむら かずき、2003年12月27日 - ）は、日本のフェンシング選手。京都女子大学附属小学校、龍谷大学付属平安中学校・高等学校卒業。慶應義塾大学総合政策学部在学。父親の飯村栄彦はフェンシング指導者であり、太田雄貴のコーチも担当した。妹の飯村彩乃もフェンシング選手。

## 経歴
京都市右京区出身。小学１年生の時にフェンシングを始める。
2022年4月、世界ジュニア選手権で優勝を果たし、ワールドカップでは3位に入賞。日本選手としては、最年少でのメダル獲得となった。
2024年パリオリンピック男子フルーレ個人では、4位の成績を残した。同年、紫綬褒章受章。